# 1950年全仏選手権 (テニス)
1950年 全仏選手権（1950ねんぜんふつせんしゅけん、Internationaux de France de Roland-Garros 1950）に関する記事。フランス・パリにある「ローランギャロス・スタジアム」にて開催。

## 大会の流れ
- 男子シングルスは「113名」の選手による7回戦制、女子シングルスは「54名」の選手による6回戦制で行われた。男子は15名、女子は10名の選手に「1回戦不戦勝」（抽選表では“Bye”と表示）があった。
- シード選手は男子・女子ともに8名。シード選手でも、1回戦から出場した人と、2回戦から登場した人がいる。2回戦から登場した選手が初戦敗退の場合は「2回戦＝初戦」と表記する。

## シード選手

### 男子シングルス
1. ヤロスラフ・ドロブニー　（準優勝）　［1949年にチェコスロバキアから亡命、エジプト国籍を取得］
2. フランク・セッジマン　（4回戦）
3. ビル・タルバート　（ベスト4）
4. エリック・スタージェス　（ベスト4）
5. アーサー・ラーセン　（ベスト8）
6. ジョン・ブロムウィッチ　（ベスト8）
7. バッジ・パティー　（初優勝）
8. ビック・セイシャス　（ベスト8）

### 女子シングルス
1. マーガレット・オズボーン・デュポン　（ベスト8）
2. ルイーズ・ブラフ　（ベスト4）
3. ドリス・ハート　（初優勝）
4. パトリシア・トッド　（準優勝）
5. シャーリー・フライ　（ベスト8）
6. アナリサ・ボッシ　（ベスト8）
7. リタ・アンダーソン　（3回戦）
8. ジョーン・カリー　（3回戦）

## 大会経過

### 男子シングルス
準々決勝
- ヤロスラフ・ドロブニー vs.  ビック・セイシャス　7-5, 17-15, 5-7, 6-4
- エリック・スタージェス vs.  アーサー・ラーセン　4-6, 6-3, 6-2, 6-4
- ビル・タルバート vs.  ジョン・ブロムウィッチ　6-2, 6-2, 6-3
- バッジ・パティー vs.  アービン・ドーフマン　0-6, 6-1, 3-6, 6-1, 11-9

準決勝
- ヤロスラフ・ドロブニー vs.  エリック・スタージェス　6-4, 7-5, 3-6, 12-10
- バッジ・パティー vs.  ビル・タルバート　2-6, 6-4, 4-6, 6-4, 13-11

### 女子シングルス
準々決勝
- バーバラ・スコフィールド vs.  マーガレット・オズボーン・デュポン　3-6, 6-0, 6-2
- パトリシア・トッド vs.  シャーリー・フライ　6-3, 6-3
- ドリス・ハート vs.  アナリサ・ボッシ　6-4, 6-2
- ルイーズ・ブラフ vs.  ベティ・ローゼンクエスト　6-2, 6-2

準決勝
- パトリシア・トッド vs.  バーバラ・スコフィールド　6-2, 6-3
- ドリス・ハート vs.  ルイーズ・ブラフ　6-2, 6-3

## 決勝戦の結果
- 男子シングルス： バッジ・パティー vs.  ヤロスラフ・ドロブニー　6-1, 6-2, 3-6, 5-7, 7-5
- 女子シングルス： ドリス・ハート vs.  パトリシア・トッド　6-4, 4-6, 6-2
- 男子ダブルス： ビル・タルバート＆ トニー・トラバート vs.  ヤロスラフ・ドロブニー＆ エリック・スタージェス　6-2, 1-6, 10-8, 6-2
- 女子ダブルス： ドリス・ハート＆ シャーリー・フライ vs.  ルイーズ・ブラフ＆ マーガレット・オズボーン・デュポン　1-6, 7-5, 6-2
- 混合ダブルス： エンリケ・モレア＆ バーバラ・スコフィールド vs.  ビル・タルバート＆ パトリシア・トッド　不戦勝